# Prockiopsis orientalis
Prockiopsis orientalis är en tvåhjärtbladig växtart som beskrevs av René Paul Raymond Capuron, George Edward Schatz och Lowry. Prockiopsis orientalis ingår i släktet Prockiopsis och familjen Achariaceae. Inga underarter finns listade i Catalogue of Life.